# Kevin Van Der Perren
Kevin Van Der Perren (ur. 6 sierpnia 1982 w Ninove) – belgijski łyżwiarz figurowy, wielokrotny mistrz kraju, medalista mistrzostw Europy.
Największym osiągnięciem Van Der Perrena był brązowy medal mistrzostw Europy w 2007 w Warszawie. Rezultat ten powtórzył dwa lata później, na mistrzostwach Europy w Helsinkach. Na igrzyskach olimpijskich Belg zajął 12. miejsce w 2002, 9. miejsce w 2006 i 17. miejsce w 2010. Najwyższe, szóste miejsce na mistrzostwach świata zajął w 2008; w 2005 i w 2010 był ósmy.
Jest mężem brytyjskiej łyżwiarki Jenny McCorkell.